# Balticconnector
Balticconnector — двунаправленный морской/наземный газопровод-интерконнектор между Инкоо (Финляндия) и Палдиски (Эстония). Он соединяет эстонские и финские газовые сети.  Трубопровод предоставляет Финляндии доступ к подземным латвийским хранилищам природного газа в Инчукалнсе.

## История
Проект был предложен финской газовой компанией Gasum в сотрудничестве с эстонской компанией Eesti Gaas. После реализации третьего энергетического пакета ЕС, Eesti Gaas в консорциуме заменила её бывшая дочерняя компания EG Võrguteenus. В октябре 2015 года Gasum отказалась от проекта, и её заменила финская государственная компания Baltic Connector OY.
Технико-экономическое обоснование было завершено в мае 2007 года. В 2010 году была проведена предварительная программа оценки воздействия на окружающую среду. В 2010 году Европейская комиссия финансировала исследование возможностей создания более диверсифицированной газовой сети в регионе Балтийского моря, включая также проект Balticconnector. Исследования морского дна начались в ноябре 2013 года.
17 октября 2016 года между Elering и Baltic Connector было подписано соглашение о строительстве. Церемония закладки первого камня прошла 8 июня 2018 года в Инкоо. В ней приняли участие министр экономики и инфраструктуры Эстонии Кадри Симсон, министр окружающей среды и энергетики Финляндии Киммо Тийликайнен, член Европейской комиссии Ярки Катенен и менеджеры Elering и Baltic Connector Oy. Строительство морского трубопровода началось 20 мая 2019 года и было завершено 24 июня 2019 года. Защита морского участка была завершена к 12 июля 2019 года.  
Наземный участок в Эстонии был заполнен газом 23 октября 2019 года, а морской участок — 27 ноября 2019 года. Трубопровод был открыт 11 декабря 2019 года церемониями в Хельсинки и Палдиски, в церемонии приняли участие президенты Эстонии и Финляндии Керсти Кальюлайд и Саули Ниинисте, министры экономики Таави Аас и Мика Линтиле, заместитель Генерального директората По энергетике Европейской комиссии Клаус-Дитер Борхардт и руководители Elering и Baltic Connector Oy. Коммерческая деятельность трубопровода началась 1 января 2020 года; за первый месяц работы он обеспечил более трети потребности Финляндии в газе — 885 ГВтч (для сравнения, внутреннее потребление в Эстонии составило 565 ГВтч).
Операторы газовых сетей Эстонии, Латвии и Финляндии подписали договор о создании единого газового рынка к 2020 году, а также единой газовой зоны — в 2022. С помощью данного проекта страны хотят обеспечить себе диверсификацию источников голубого топлива и стать менее зависимыми от российского ресурса.
8 октября 2023 года около 02:00 по местному времени две эксплуатирующие компании Gasgrid Finland и Elering (Эстония) заметили резкое падение давления в трубопроводе с 34,5 бар до 12 бар, а затем до 6 бар. Операторы закрыли клапаны, чтобы остановить поток. Позже они обнаружили утечку из повреждëнной трубы. 10 октября 2023 года правительство Финляндии заявило, что повреждение трубопровода могло быть преднамеренным и вызвано «внешней деятельностью». Также был поврежден телекоммуникационный кабель возле трубопровода. Утечку расследуют Пограничная служба Финляндии и Служба безопасности и разведки Финляндии. Норвежский сейсмологический институт NORSAR сообщил, что обнаружил «вероятный взрыв» в 40 км к северу от Палдиски (примерно там, где пересекаются Balticconnector и Северный поток) 8 октября в 01:20 по местному времени. Позже появилась версия, что газопровод был случайно поврежден проходящим судном. Под подозрением были российский контейнеровоз «Севморпуть» и китайский Newnew Polar Bear. В августе 2024 года Китай признал вину своего судна: во время сильного шторма контейнеровоз протащил по дну шеститонный якорь и зацепил им трубу.

## Техническое описание
Газопровод состоит из двунаправленного морского трубопровода между Инкоо в Финляндии и Палдиски в Эстонии, длиной 77 км, и 21 км (13 миль) наземного трубопровода в Финляндии между Инкоо и Сиунтио длиной 21 км, и наземного трубопровода в Эстонии между Палдиски и Кили длиной 55 км. Измерительные и компрессорные станции расположены в Инкоо и Керсалу, Эстония. Морская часть эксплуатируется совместно Elering и Baltic Connector, в то время как наземные участки трубопровода будут эксплуатироваться отдельно каждой из сторон.
На морском участке и финском наземном участке используется 500-миллиметровая (20 дюймов) труба с эксплуатационным давлением 80 бар (8000 кПа). На эстонском наземном участке используется 700-миллиметровая (28 дюйма) труба с эксплуатационным давлением 55 бар (5500 кПа). В Эстонии трубопровод соединен с существующим 700-миллиметровым (28-дюймовым) трубопроводом из Латвии, который планируется модернизировать. Начальная мощность газопровода составляет 0,9 млрд кубометров в год (32 млрд кубических футов в год). В дальнейшем он увеличится до 2,6 млрд кубометров в год (92 млрд кубических футов в год). Стоимость трубопровода составила 300 миллионов евро, из которых 206 миллионов было профинансировано Европейской комиссией. 
Береговой участок в Эстонии был построен EG Ehitus AS, дочерней компанией Eesti Gaas, а морской участок был построен компанией Allseas. Морской трубопровод был проложен судном-трубоукладчиком Lorelay. Трубы для него были поставлены компанией Corinth Pipeworks Pipe Industry SA. Трубы для эстонского участка трубопровода были поставленны российской группой компаний ЧТПЗ.